# Goulles
Goulles település Franciaországban, Corrèze megyében. Lakosainak száma 327 fő (2022. január 1.). Goulles Montvert, Rouffiac, Siran, Saint-Bonnet-les-Tours-de-Merle, Saint-Geniez-ô-Merle, Saint-Julien-le-Pèlerin és Sexcles községekkel határos.

## Népesség
A település népességének változása:
| Lakosok száma | 548  | 481  | 413  | 344  | 313  | 321  | 332  | 333  | 334  | 327  |
|               | 1968 | 1982 | 1990 | 2006 | 2013 | 2015 | 2017 | 2019 | 2020 | 2022 |